# Christin Marquitan

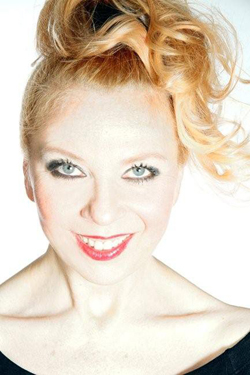
Christin Marquitan (2011)

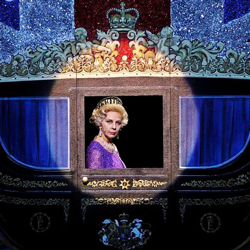
Christin Marquitan als Queen am Opernhaus des Nationaltheaters Mannheim

Christin Marquitan (* 5. September 1967 in Pinneberg) ist eine deutsche Schauspielerin, Opernsängerin, Synchronsprecherin und Sprecherin von Hörspielen und Hörbüchern.

## Leben
Marquitan wuchs in Schleswig-Holstein mit ihren Eltern und ihren beiden jüngeren Geschwistern auf. Ihr französischer Name ist hugenottischen Ursprungs. Sie absolvierte ihre Schauspielausbildung am Bühnenstudio Hedi Höpfner in Hamburg sowie bei Elisabeth Bergner in London. Mit 19 Jahren legte sie das staatliche Schauspielexamen vor der Paritätischen Prüfungskommission an der Hamburger Staatsoper (Vorsitz: Ida Ehre) ab, ging in ihr erstes Theaterengagement am Stadttheater Lübeck und begann zeitgleich ihre klassische Gesangsausbildung (Sologesang Oper, Konzert, Lied) an der Staatlichen Hochschule für Musik in München bei Brigitte Fassbaender. Mit 25 Jahren war sie im Fach lyrischer Sopran ausgebildet. Während ihres fünfjährigen Gesangsstudiums wurde sie als festes Ensemblemitglied am Wiener Burgtheater engagiert und pendelte so jahrelang zwischen Wien und München. Tanz und Musical (Klassisches Ballett und Jazz) studierte sie bei Jimmy James in München und bei Charleston Marquis in Wien.

## Karriere
Es folgten mehrjährige Bühnenengagements in Wien (Burgtheater), Rom (Philharmonie), Köln, Berlin, München, Lübeck, Linz, Heilbronn, Stuttgart und Saarbrücken. Seit Jahren gibt Marquitan Gastspiele mit Chanson- und Cabaret-Programmen, u. a. in der Berliner Bar jeder Vernunft. Zurzeit ist Marquitan am Opernhaus des Nationaltheaters Mannheim engagiert.
In der Comedy war sie mit diversen Fernsehauftritten und Bühnenshows die Partnerin von Karl Dall. Sie tritt derzeit in Bühnen- und Fernsehshows mit Atze Schröder und Thomas Hermanns auf. Neben Hermanns und Hape Kerkeling war sie als „Doris“ in dem Stück Kein Pardon zu sehen, das 2011 im Quatsch Comedy Club Berlin aufgeführt wurde.
Bei der Starkbierprobe auf dem Münchner Nockherberg 2012, die vom Bayerischen Fernsehen live übertragen wurde, übernahm Marquitan im Singspiel erstmals die Rolle der Angela Merkel.
Im Fernsehen sah man Marquitan in einzelnen Episoden von Wolffs Revier, Großstadtrevier, In aller Freundschaft – Die jungen Ärzte, Alle meine Babys, Sag mal aah, Der Alte, Derrick und Tatort. Außerdem arbeitet Marquitan umfangreich in der Film- und Fernsehsynchronisation. So ist sie die Feststimme von Salma Hayek, die sie mit spanischem Akzent synchronisiert. Dafür hat sie meist einen eigenen Sprachcoach im Synchronstudio, der auf die korrekte Aussprache achtet.
Des Weiteren arbeitet sie in Hörspielen und Hörbüchern für den WDR, NDR, SFB, SWF, HR, Deutschlandradio und den Bayerischen Rundfunk. Für öffentliche Rundfunkanstalten wie ARTE, ZDF, RBB, WDR und SWR ist sie als Off-Stimme in Literatur-, Dokumentations- und Featuresendungen tätig, weiterhin ist sie in Funk- und Fernsehwerbespots zu hören. Marquitan erhielt 1983 ein Stipendium der O.E. Hasse-Stiftung. Außerdem arbeitet sie für den Tierschutz und ist für die SOS-Kindernothilfe und für die Organisation „Kinderlächeln – Förderverein für Krebskranke Kinder“ mit Spendenaktionen tätig.
Im Videospiel Diablo III lieh sie der weiblichen Version des Kreuzritters ihre Stimme.

## Auszeichnungen
- 2019: Deutscher Schauspielpreis – Synchronpreis Die Stimme[7]

## Synchronisation (Auswahl)
Salma Hayek
- 2000: Chain of Fools als Sgt. Meredith Kolko
- 2003: Irgendwann in Mexico als Carolina
- 2003: Mission 3D als Cesca Giggles
- 2005: After the Sunset als Lola Cirillo
- 2006: Bandidas als Sara Sandoval
- 2006–2007: Ugly Betty (Fernsehserie) als Sofia Reyes
- 2007: Lonely Hearts Killers als Martha Beck
- 2009: Mitternachtszirkus – Willkommen in der Welt der Vampire als Madame Truska
- 2010: Kindsköpfe als Roxanne Chase-Feder
- 2012: Das Schwergewicht als Bella Flores
- 2012: Savages als Elena
- 2013: Kindsköpfe 2 als Roxanne Chase–Feder
- 2014: Everly – Die Waffen einer Frau als Everly
- 2014: Muppets Most Wanted als Salma Hayek
- 2015: Das Märchen der Märchen als Königin von Longtrellis
- 2017: Killer’s Bodyguard als Sonia Kincaid
- 2016: Professor Love als Olivia
- 2020: Lady Business als Claire Luna
- 2021: Eternals als Ajak
- 2021: Killer’s Bodyguard 2 als Sonia Kincaid

Famke Janssen
- 1998: Celebrity – Schön. Reich. Berühmt. als Bonnie
- 2000: Love & Sex als Kate Welles
- 2000: X–Men als Dr. Jean Grey
- 2003: X-Men 2 als Dr. Jean Grey
- 2004: Eulogy – Letzte Worte als Judy Arnolds
- 2005: Hide and Seek – Du kannst dich nicht verstecken als Katherine
- 2006: X-Men: Der letzte Widerstand als Dr. Jean Grey/Phoenix
- 2008: 96 Hours als Lenore
- 2009: Das 10 Gebote Movie als Gretchen Reigert
- 2011: The Wackness – Verrückt sein ist relativ als Mrs. Squires
- 2013: Wolverine: Weg des Kriegers als Dr. Jean Grey
- 2014: A Fighting Man als Diane Schuler
- 2014: X-Men: Zukunft ist Vergangenheit als Dr. Jean Grey
- 2014: 96 Hours – Taken 3 als Lenore St. John
- 2016–2018: The Blacklist (Fernsehserie, 4 Folgen) als Susan „Scottie“ Hargrave
- 2016–2020: How to Get Away with Murder (Fernsehserie) als Eve Rothlo
- 2017: The Blacklist: Redemption (Fernsehserie, 8 Folgen) als Susan „Scottie“ Hargrave
- 2019: When They See Us (Miniserie, 2 Folgen) als Nancy Ryan

Juliette Binoche
- 2004: In My Country als Anna Malan
- 2008: Mary als Marie Palesi/Maria Magdalena
- 2011: Das bessere Leben als Anne
- 2012: Cosmopolis als Didi Fancher
- 2013: Words & Pictures – In der Liebe und in der Kunst ist alles erlaubt (1. Synchro) als Dina Delsanto
- 2014: Die Wolken von Sils Maria als Maria Enders
- 2015: Camille Claudel 1915 als Camille Claudel
- 2015: The Wait als Anna
- 2016: Die feine Gesellschaft als Aude van Peteghem
- 2017: Meine schöne innere Sonne als Isabelle
- 2017: Ende eines Sommers als Adrienne
- 2018: Die Blüte des Einklangs als Jeanne
- 2018: High Life als Dr. Dibs
- 2018: Words & Pictures – In der Liebe und in der Kunst ist alles erlaubt (2. Synchro) als Dina Delsanto
- 2018: Zwischen den Zeilen als Selena
- 2019: So wie du mich willst als Claire Millaud

Toni Collette
- 2005: In den Schuhen meiner Schwester als Rose Feller
- 2006: Little Miss Sunshine als Sheryl Hoover
- 2008: Spuren eines Lebens als Nina Lord
- 2011: Unverblümt – Nichts ist privat als Melina Hines
- 2012: Hitchcock als Peggy Robertson
- 2013: Ganz weit hinten als Pam
- 2013: Genug gesagt als Sarah
- 2014: A Long Way Down als Maureen Thompson
- 2014: Die Boxtrolls als Lady Cynthia Portley-Rind
- 2014: Hectors Reise oder die Suche nach dem Glück als Agnes
- 2015: Im Himmel trägt man hohe Schuhe als Milly
- 2015: Krampus als Sarah
- 2016: Glassland als Jean
- 2016: Imperium als Angela Zamparo
- 2018: Please Stand By als Scottie (Betreuerin)
- 2020: Knives Out – Mord ist Familiensache als Joni Thrombey
- 2022: The Staircase (Miniserie) als Kathleen Peterson

Olivia Colman
- 2012: Hyde Park am Hudson als Königin Elizabeth
- 2019–2020, 2023: The Crown (Fernsehserie) als Elisabeth II.
- 2020: The Father als Anne
- 2021: Frau im Dunkeln als Leda Caruso
- 2021: Landscapers als Susan Edwards
- 2022: Empire of Light als Hilary Small
- seit 2023: Heartstopper (Fernsehserie) als Nick´s Mutter (2. Stimme)
- 2023: Secret Invasion als Sonya Falsworth
- 2023: Große Erwartungen (Fernsehserie) als Mrs. Havisham
- 2023: The Bear: King of the Kitchen als Chef Terry
- 2023: Wonka als Mrs. Schrubbes

Joely Richardson
- 2003: Shoreditch als Butterfly
- 2004–2010: Nip/Tuck – Schönheit hat ihren Preis (Fernsehserie) als Julia McNamara
- 2006: Fatal Contact: Vogelgrippe in Amerika als Dr. Iris Varnack
- 2011: Anonymus als Königin Elizabeth I. (jung)
- 2012: Verblendung als Anita Vanger
- 2015: Maggie als Nina Egorova
- 2016: Fallen – Engelsnacht als Caroline
- 2018: In Darkness als Alex
- 2018: Red Sparrow als Nina Egorova

Sandra Oh
- 2005: Sorry, Haters als Phyllis MacIntyre
- 2006: The Night Listener – Der nächtliche Lauscher als Anna
- 2006–2014: Grey’s Anatomy (Fernsehserie) als Dr. Cristina Yang
- 2007: In einem Land vor unserer Zeit XIII – Auf der Suche nach dem Beerental als Doofah
- 2014: Tammy – Voll abgefahren als Susanne
- 2016: Catfight als Veronica
- 2018–2022: Killing Eve (Fernsehserie) als Eve Polastri
- 2022: Rot als Ming Lee

Monica Bellucci
- 2005: Brothers Grimm als Spiegelkönigin
- 2005: Wie sehr liebst du mich? als Daniela
- 2006: Sheitan als schöne Vampirin
- 2009: Don’t Look Back – Schatten der Vergangenheit als Jeanne #2
- 2010: Duell der Magier als Veronica
- 2013: Eine Hochzeit und andere Hindernisse als Giovanna
- 2016: On the Milky Road als Braut

Julia Ormond
- 2008: Unter Kontrolle als Elizabeth Anderson
- 2008: Der seltsame Fall des Benjamin Button als Caroline
- 2010: Du gehst nicht allein als Eustacia
- 2011: My Week with Marilyn als Vivien Leigh
- 2013: The East als Paige Williams
- 2017: Rememory als Carolyn Dunn
- 2020–2021: The Walking Dead: World Beyond (Fernsehserie) als Elizabeth Kublek

Vera Farmiga
- 1999: Für das Leben eines Freundes als Kerrie
- 2004: Alice Paul – Der Weg ins Licht als Ruza Wenclawska
- 2003: Snow White als Josephine
- 2006: Departed – Unter Feinden als Madolyn Madden
- 2011: Source Code als Colleen Goodwin

Maria Bello
- 2006: World Trade Center als Donna McLoughlin
- 2007: Der Jane Austen Club als Jocelyn
- 2008: Das gelbe Segel als May
- 2009: Pippa Lee als Suky Sarkissian

Amanda Tapping
- 1997–2007: Stargate – Kommando SG-1 (Fernsehserie) als Dr. Captain / Major / Lt. Colonel Samantha Carter
- 2005–2009: Stargate Atlantis (Fernsehserie) als Dr. Colonel Samantha Carter
- 2009–2011: Sanctuary – Wächter der Kreaturen (Fernsehserie) als Dr. Helen Magnus

Takako Honda
- 2007: the Garden of sinners Film 1 – Thanatos. als Touko Aozaki
- 2008: the Garden of sinners – Der leere Tempel als Touko Aozaki
- 2008: the Garden of sinners – Verbliebener Sinn für Schmerz als Touko Aozaki

Elizabeth McGovern
- 2010–2016: Downton Abbey (Fernsehserie) als Cora Crawley
- 2019: Downton Abbey als Cora Crawley
- 2022: Downton Abbey II: Eine neue Ära als Cora Crawley

Julie Bowen
- 2004–2006: Ed – Der Bowling-Anwalt (Fernsehserie) als Carol Vessey
- 2009–2020: Modern Family (Fernsehserie) als Claire Dunphy

Emmanuelle Seigner
- 2008: Schmetterling und Taucherglocke als Céline Desmoulins
- 2013: Venus im Pelz als Wanda

Kristin Bauer van Straten
- 2009–2014: True Blood (Fernsehserie) als Pamela Swynford De Beaufort
- 2012–2013, 2015: Once Upon a Time – Es war einmal … (Fernsehserie) als böse Fee Maleficent

Carrie Preston
- 2010–2014, 2016: Good Wife (Fernsehserie, 14 Folgen) als Elsbeth Tascioni
- 2017–2022: The Good Fight (Fernsehserie) als Elsbeth Tascioni

Elizabeth Debicki
- 2017: Guardians of the Galaxy Vol. 2 als Priesterin Ayesha
- 2023: Guardians of the Galaxy Vol. 3 als Priesterin Ayesha

### Filme
- 1988: Hairspray für Colleen Fitzpatrick als Amber von Tussle
- 1998: Diana – Königin der Herzen für Amy Seccombe als Diana
- 1999: Little Voice für Jane Horrocks als Little Voice „LV“
- 2000: Erin Brockovich für Veanne Cox als Theresa Dallavale
- 2002: Sherlock für Gabrielle Anwar als Rebecca Doyle
- 2003: One Hour Photo für Connie Nielsen als Nina Yorkin
- 2003: Manhattan Love Story für Amy Sedaris als Rachel Hoffberg
- 2004: Godsend für Rebecca Romijn als Jessie Duncan
- 2004: 30 über Nacht für Susan Egan als Tracy Hansen
- 2007: Princesas für Candela Peña als Caye
- 2007: Die Legende von Beowulf für Robin Wright Penn als Königin Wealthow
- 2007: Number 23 für Virginia Madsen als Agatha Sparrow/Fabrizia
- 2008: Willkommen bei den Sch’tis für Zoé Félix als Julie
- 2008: Robot Chicken: Star Wars Episode II für Rachael Leigh Cook als Sally Johnson
- 2009: Young Victoria für Rachael Stirling als Herzogin von Sutherland
- 2009: Barbie und Die Drei Musketiere für Nicole Oliver als Corinnes Mutter
- 2009: Away We Go – Auf nach Irgendwo für Maggie Gyllenhaal als LN
- 2010: Oskar und die Dame in Rosa für Michèle Laroque als Rose
- 2010: Another Year für Lesley Manville als Mary
- 2010: Nowhere Boy für Ophelia Lovibond als Marie
- 2011: Lachsfischen im Jemen für Kristin Scott Thomas als Patricia Maxwell
- 2011: Mein Stück vom Kuchen für Karin Viard als France
- 2011: Plötzlich Star für Catherine Tate als Alicia Winthrop Scott
- 2011: Real Steel für Hope Davis als Tante Debra
- 2012: Wer weiß, wohin? für Nadine Labaki als Amale
- 2012: Apartment 1303 für Rebecca De Mornay als Maddie Slate
- 2012: Asterix & Obelix – Im Auftrag Ihrer Majestät für Valérie Lemercier als Miss Macintosh
- 2013: Dead Man Down für Isabelle Huppert (2. Synchro) als Maman Louzon
- 2013: Jack und das Kuckucksuhrherz für Emily Loizeau als Madeleine
- 2013: Lauf Junge lauf für Grażyna Szapołowska als Frau Staniak
- 2015: Die Bestimmung – Insurgent für Janet McTeer als Edith Prior
- 2018: Mamma Mia! Here We Go Again für Naoko Mori als Yumiko
- 2018: Spinning Man – Im Dunkel deiner Seele für Minnie Driver als Ellen Birch
- 2019: Die Familienfeier für Emmanuelle Bercot als Claire
- 2023: Teenage Mutant Ninja Turtles: Mutant Mayhem für Natasia Demetriou als Wingnut

### Fernsehserien
- 1990: Alf für Andrea Elson als Lynn Tanner (2. Stimme, 50 Folgen)
- 1993: Mila Superstar für Keiko Yamamoto als Misao Yamamoto
- Seit 1997: Inspector Barnaby für Saskia Reeves – als Summer Pit (Episode: Die Kunst stirbt zuletzt)
- 2000: Star Trek: Voyager für Cyia Batten als Irina (Staffel 7, Episode 3 „Das Rennen“ orig.: "Drive")
- 2001: Donkey Kongs Abenteuer für Véronique Alycia als Candy Kong
- 2001–2003: Smack the Pony für Sally Phillips als verschiedene Charaktere
- 2005–2007: Ghost in the Shell für Atsuko Tanaka als Motoko Kusanagi
- 2005–2015: Two and a Half Men für Marin Hinkle als Judith Harper
- 2006: Welcome, Mrs. President für Geena Davis als Präsidentin Mackenzie Allen
- 2010: Paradox für Tamzin Outhwaite als Detective Inspector Rebecca Flint
- 2010–2013: The Walking Dead für Laurie Holden als Andrea
- 2011–2012: Eureka – Die geheime Stadt für Ming-Na Wen als U.S. Senatorin Alice Wen
- 2012–2013: King für Amy Price Francis als Jessica King
- 2012–2014, 2022: Borgen – Gefährliche Seilschaften für Sidse Babett Knudsen als Premierministerin Birgitte Nyborg
- 2014–2015: Die 7Z für Leigh-Allyn Baker als Königin Höchstangenehm
- 2014–2018: The Fosters für Sherri Saum als Lena Adams
- 2016–2019: Speechless für Minnie Driver als Maya DiMeo
- seit 2019: Matrjoschka für Greta Lee als Maxine
- 2019: Death in Paradise für Olivia Poulet als Pippa Mayhew
- 2019–2022: Krieg der Welten für Léa Drucker als Catherine Durand
- 2020: Navy CIS für Lisa LoCicero als Elena Devol
- 2021–2022: Fate: The Winx Saga für Eve Best als Miss Farrah Dowling
- 2021–2023: ICarly (2021) für Mary Scheer als Mrs. Benson
- seit 2022: Befruchtet für Tammi Øst als Lise Lacour
- 2024: Cosmo & Wanda – Ein neuer Wunsch für Susan Blakeslee als Wanda

### Videospiele
- 2022: Mario + Rabbids Sparks of Hope als Sabiene[8]

## Filmografie
- 1985: Derrick
- 1986–1990: Der Alte
- 1990: Verkehrsgericht
- 1992: Gute Zeiten, schlechte Zeiten
- 1993: Wolffs Revier
- 1995: Großstadtrevier
- 1997: Flieg, Opa, flieg!
- 2019: In aller Freundschaft – Die jungen Ärzte

## Hörspiele und Hörbücher (Auswahl)
- 2005: Marcus Braun: Delhi – Regie: Oliver Sturm (Hörspiel – SWR)
- 2014: L. J. Sellers: Gefährliche Tugend (Hörbuch, Detective Jackson 1, Audible)
- 2014: Andreas Suchanek: Heliosphere 2265 (Hörspiel-Serie)
- 2015: Gabriele Bingenheimer: Wahre Freundschaft ändert alles – Arlo & Spot (Hörspiel zum Film – Walt Disney Records)[9]
- 2020–2021: Kai Meyer: Sieben Siegel (Audible-Hörspielserie, u. a. mit David Nathan, Maximilian Artajo & Luisa Wietzorek)